# Cycliocyclus nassatus
Cycliocyclus nassatus är en rundmaskart. Cycliocyclus nassatus ingår i släktet Cycliocyclus, och familjen Strongylidae. Arten är reproducerande i Sverige.